# Sadeghiyeh
Sadeghiyeh (aussi appelé Sadeghieh ou Sadeqiyeh) est un quartier téhéranais très peuplé. Il est parfois appelé par son nom pré-Révolution iranienne, Aryashahr.
Il est connecté au reste de la ville par le métro et le monorail. L'arrêt de métro de Sadeghiyeh est l'un des plus utilisés ; les lignes 2 et 5 s'y arrêtent.
Sadeghiyeh a deux squares principaux : Falakeye Aval Sadighiyeh et Falakeye Dovom Sadighiyeh.